# دان روبنسون (عداء مراثوني)
دان روبنسون (بالإنجليزية: Dan Robinson) هو عداء مراثوني بريطاني، ولد في 13 يناير 1975.

## وصلات خارجية
- دان روبنسون على موقع الاتحاد الدولي لألعاب القوى (الإنجليزية)
- دان روبنسون على موقع ThePowerOf10.info (الإنجليزية)
- دان روبنسون على موقع رابطة إحصائيات سباق الطريق (الإنجليزية)
- دان روبنسون على موقع أوليمبيديا (الإنجليزية)
- دان روبنسون على موقع اللجنة الأولمبية البريطانية (الإنجليزية)